# Intergate
Die Intergate AG mit Sitz in Stansstad ist ein international tätiger Schweizer Speditions- und Logistikunternehmen.
Die 1999 gegründete Firma ist auf Ausfuhr-, Einfuhr- und Transittransporte von und nach sowie innerhalb Russland, den übrigen GUS-Ländern und den baltischen Ländern spezialisiert. Intergate bietet Transport- und Speditionsleistungen verschiedenster Güter wie Metalle, Stahl, Mineraldünger, Kohle, Erz, flüssige Stoffe und chemische Produkte an. Das jährliche Transportvolumen beläuft sich auf mehr als 20 Millionen Tonnen Güter. Darüber hinaus ist das Unternehmen auch auf den internationalen Handel mit Mineralprodukten, Kohle, Stahl und Draht spezialisiert. Das Unternehmen veröffentlicht keine Geschäftszahlen. Der 2006 erwirtschaftete Umsatz wird von der Handelszeitung auf 800 Millionen Schweizer Franken geschätzt.